# Герб Саратовської області

Герб Саратовської області

Герб Саратовської області є символом Саратовської області. Сучасний вид герба прийнято 23 травня 2001 року Законом Саратовської області «Про герб і прапор Саратовської області».

## Опис
Герб Саратовської області — лазуровий (синій, блакитний) щит із трьома срібними стерлядями, які зіходяться у вилоподібний хрест, увінчаний золотою земельною короною, підбитою лазур'ю (з п'ятьма видимими гострими зубцями, з яких три — на передній стороні обруча, два — на задній стороні).

## Версії

Герб Саратовської області (зі стрічками)
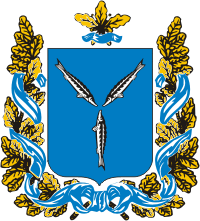
Герб Саратовської області (1996)
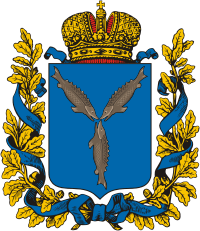
Герб Саратовської губернії